# Jind Kaur
Jind Kaur, född 1817, död 1863, var en indisk regent. Hon var gift med kung Ranjit Singh och det Sikhiska rikets regent från 1843 till 1846 under sin son Duleep Singhs minderårighet.